# Egao no Kimi wa Taiyō sa / Kimi no Kawari wa Iyashinai / What is Love?
Singles par Morning Musume
Wagamama Ki no Mama Ai no Joke / Ai no Gundan
(2013) Toki wo Koe Sora wo Koe / Password is 0
(2014)
Egao no Kimi wa Taiyō sa / Kimi no Kawari wa Iyashinai / What is Love? (笑顔の君は太陽さ／君の代わりは居やしない／What is LOVE?, ou Egao no Kimi wa Taiyou sa, etc.) est le 55e single de Morning Musume, en fait attribué à "Morning Musume。'14".

## Présentation
Le single, écrit et produit par Tsunku, sort le 29 janvier 2014 au Japon sur le label zetima, cinq mois après le précédent single du groupe, Wagamama Ki no Mama Ai no Joke / Ai no Gundan. Comme les trois singles précédents, il atteint la 1re place du classement des ventes de l'oricon.
C'est le premier single que sort le groupe sous son appellation temporaire "Morning Musume '14" (モーニング娘。’14, prononcé « one four ») destinée à être utilisée durant l'année 2014, et c'est donc son premier disque à être identifié de cette façon par son année de sortie. C'est aussi son premier single "triple face A" officiel, contenant trois chansons principales et leurs versions instrumentales (Egao no Kimi wa Taiyō sa, Kimi no Kawari wa Iyashinai, et What is Love?) ; c'est donc son premier single à ne pas contenir de "face B" (alias c/w) officielle.
Comme les trois singles le précédant, le single sort en deux éditions régulières différentes notées "A" et "B", avec des pochettes différentes ; il sort également dans quatre éditions limitées, notées "A", "B", "C", et "D", avec des pochettes différentes et contenant chacune un DVD différent en supplément. Les CD des six éditions du single contiennent cette fois-ci les mêmes titres.
La deuxième chanson du single, Kimi no Kawari wa Iyashina, est le thème d'encouragement officiel de l'équipe olympique japonaise des jeux d'hiver de 2014. La troisième, What is Love?, écrite à partir des réponses de fans à un questionnaire, a été utilisée comme générique de fin de l'émission télévisée J-Melo de la chaine NHK World d'octobre à décembre 2013.
Les trois chansons du single figureront sur le prochain album du groupe, 14 Shō ~The Message~, qui sortira neuf mois plus tard.

## Formation
Membres du groupe créditées sur le single :
- 6e génération : Sayumi Michishige
- 9e génération : Mizuki Fukumura, Erina Ikuta, Riho Sayashi, Kanon Suzuki
- 10e génération : Haruna Iikubo, Ayumi Ishida, Masaki Satō, Haruka Kudō
- 11e génération : Sakura Oda

## Liste des titres
CD (toutes éditions)
1. Egao no Kimi wa Taiyō sa (笑顔の君は太陽さ?)
2. Kimi no Kawari wa Iyashinai (君の代わりは居やしない?)
3. What is Love? (What is LOVE??)
4. Egao no Kimi wa Taiyō sa (Instrumental) (笑顔の君は太陽さ...?)
5. Kimi no Kawari wa Iyashinai (Instrumental) (君の代わりは居やしない...?)
6. What is Love? (Instrumental) (What is LOVE?...?)

DVD de l'édition limitée A
1. Egao no Kimi wa Taiyō sa (Music Video) (笑顔の君は太陽さ...?)
2. Egao no Kimi wa Taiyō sa (Close-up Ver.) (笑顔の君は太陽さ...?)

DVD de l'édition limitée B
1. Kimi no Kawari wa Iyashinai (Music Video) (君の代わりは居やしない...?)
2. Kimi no Kawari wa Iyashinai (Dance shot Ver.) (君の代わりは居やしない...?)

DVD de l'édition limitée C
1. What is Love? (Music Video) (What is LOVE?...?)
2. What is Love? (Dance shot Ver.) (What is LOVE?...?)

DVD de l'édition limitée D
1. Egao no Kimi wa Taiyō sa (Dance Lecture Video) (笑顔の君は太陽さ（ダンスレクチャービデオ）?)
2. Egao no Kimi wa Taiyō sa (Dance Shot Ver.) (笑顔の君は太陽さ...?)
3. Egao no Kimi wa Taiyō sa / Kimi no Kawari wa Iyashinai (Making & Off-shot Eizô) (笑顔の君は太陽さ／君の代わりは居やしない（メイキング＆オフショット映像）?) (making of)